# Vallentigny
Vallentigny település Franciaországban, Aube megyében. Lakosainak száma 186 fő (2022. január 1.). Vallentigny Blignicourt, Brienne-le-Château, Épothémont, Hampigny, Maizières-lès-Brienne, Montmorency-Beaufort, Perthes-lès-Brienne, Rances, Saint-Léger-sous-Brienne és Rives Dervoises községekkel határos.

## Népesség
A település népessége az elmúlt években az alábbi módon változott:
| Lakosok száma | 380  | 227  | 205  | 204  | 182  | 184  | 183  | 177  | 180  | 186  |
|               | 1968 | 1982 | 1990 | 2006 | 2013 | 2015 | 2017 | 2019 | 2020 | 2022 |